# FIDE
Die FIDE, Fédération Internationale des Échecs, französisch für Internationaler Schachverband, ist die Dachorganisation der nationalen Verbände der Schachspieler. Die deutsche Bezeichnung lautet Weltschachverband oder selten Weltschachbund, die englische World Chess Federation.
Sitz ist Lausanne, das Sekretariat befindet sich in Athen. Weitere Büros der FIDE befinden sich in Singapur und Elista. Der lateinische Wahlspruch der FIDE lautet Gens una sumus („Wir sind eine Familie“). Zum offiziellen Logo gehört neben einem weißen Springer auf schwarzem Hintergrund auch das Motto unterhalb des Logos.
Der Verband ist Mitglied des Verbandes der vom IOC anerkannten Sportarten, des allgemeinen Verbandes internationaler Sportverbände Sportaccord (früher GAISF) und des Internationalen Denkspielverbandes.

## Geschichte
| Name                 | von-bis   | Land        |
| -------------------- | --------- | ----------- |
| Alexander Rueb       | 1924–1939 | Niederlande |
| Augusto de Muro      | 1939–1946 | Argentinien |
| Alexander Rueb       | 1946–1949 | Niederlande |
| Folke Rogard         | 1949–1970 | Schweden    |
| Max Euwe             | 1970–1978 | Niederlande |
| Friðrik Ólafsson     | 1978–1982 | Island      |
| Florencio Campomanes | 1982–1995 | Philippinen |
| Kirsan Iljumschinow  | 1995–2018 | Russland    |
| Arkadi Dworkowitsch  | seit 2018 | Russland    |

### Anfänge 1924 bis 1946
Parallel zu den Olympischen Sommerspielen 1924 fand vom 13. bis 24. Juli im Pariser Hotel Majestic ein französisch als Tournoi international d’amateurs à l’occasion de la VIIIe Olympiade (Internationales Amateurturnier anlässlich der 8. Olympischen Spiele) bezeichnetes Turnier statt, das von Hermanis Matisons sowie der tschechoslowakischen Mannschaft gewonnen wurde.

#### Gründung
Im Rahmen dieses Turniers wurde am 20. Juli 1924 durch den Franzosen Pierre Vincent die Gründung der FIDE bekannt gegeben, die von den Delegierten aus fünfzehn Nationen beschlossen worden war. Zugleich wurde ein Komitee gebildet, das die Statuten ausarbeiten sollte. Dieses bestand aus dem Präsidenten Alexander Rueb aus den Niederlanden, der den Koninklijke Nederlandse Schaakbond (KNSB) vertrat, den ältesten bis heute bestehenden nationalen Schachverband, dem Sekretär Leonard Percy Rees (England) und dem Kassierer Marc Nicolet (Schweiz). Die Gründungsmitglieder der FIDE waren Argentinien, Belgien, Großbritannien, Finnland, Frankreich, Italien, Jugoslawien, Kanada, Niederlande, Polen, Rumänien, Schweiz, Spanien, Tschechoslowakei und Ungarn. Unterzeichner der Gründungsurkunde für die einzelnen Staaten waren:
- Ignacio de Peñalver y Zamora (1857–1933) aus Spanien
- Florenziano Marusi (1860–1936) aus Mailand, Italien
- Francis Hooper Rawlins (1861–1925) aus Bath, England
- Steven Francis Smith (1861–1928) aus British Columbia, Kanada
- Anatol A. Tscherpurnoff (1871–1942) aus Helsinki, Finnland
- Marc Nicolet (1876–1942) aus Biel, Schweiz
- Jakov Ovadija (1878–1941) aus Belgrad, Jugoslawien
- Pierre Vincent (1878–1956) aus Frankreich
- Alexander Rueb (1882–1959) aus Den Haag, Niederlande
- István Abonyi (1886–1942) aus Budapest, Ungarn
- Leon Willem Weltjens (1887–1975) aus Anvers, Belgien
- Ion Gudju (1897–1988) aus Bukarest, Rumänien
- Karel Skalička (1896–1979) aus Prag, Tschechoslowakei
- Izaak Towbin (1899–1941) aus Korets, Polen
- Roberto Grau (1900–1944) aus Buenos Aires, Argentinien

Der 20. Juli als Gründungstag wurde 1966 zum Internationalen Schachtag erklärt.

#### Schacholympiade
Beim dritten Kongress der FIDE 1926 in Budapest wurde die Einführung eines Tournament of Nations beschlossen, das heute als Schacholympiade bekannt ist. Beim folgenden Kongress 1927 in London wurde dieses Turnier erstmals ausgetragen. Parallel dazu fand die erste Schachweltmeisterschaft der Frauen statt.
Im Jahre 1928 fand in Den Haag zeitgleich zu den Olympischen Sommerspielen 1928 im benachbarten Amsterdam das Zweite olympische Schachturnier statt. Sieger im Einzelwettbewerb wurde Max Euwe.

#### Weltmeisterschaft
Mindestens ebenso wichtig war es der FIDE jedoch, auch die Kontrolle über die Weltmeisterschaft zu übernehmen. Im Frühjahr 1928 hatte Efim Bogoljubow einen Wettbewerb gegen Max Euwe um die Meisterschaft des Weltschachbundes mit 3:2 Siegen gewonnen. Der Sieger sollte der offizielle Herausforderer der FIDE im Kampf um die Weltmeisterschaft sein. Weltmeister Alexander Aljechin willigte beim FIDE-Kongress 1928 in Den Haag ein, unter der Federführung der FIDE den Weltmeistertitel zu verteidigen. Lediglich eine etwaige Revanche gegen José Raúl Capablanca sollte unter denselben Bedingungen stattfinden wie der Titelkampf von 1927.
Auf dem Kongress in Warschau 1935 wurde die Einrichtung eines Komitees beschlossen, zu dem auch Weltmeister Aljechin gehörte. Dieses sollte jährlich eine Liste von Kandidaten für die Herausforderung zusammenstellen. Spieler, die binnen sechs Jahren dreimal Sieger eines internationalen Turniers mit mindestens vierzehn Teilnehmern wurden (von denen wiederum mindestens 70 Prozent internationale Meister sein mussten) sollten auf der Liste geführt werden. Beim Kongress in Luzern vom 24. bis 26. Juli 1936 wurde festgelegt, dass die Schach-Weltmeisterschaft im Wettkampf entschieden werden solle und nicht im Turnier. Die Kontrolle hatte die FIDE jedoch immer noch nicht.
Der niederländische Vorschlag, 1938 ein Kandidatenturnier auszuspielen, hatte viele Anhänger. Daran sollten der Verlierer des WM-Kampfes von 1937, Botwinnik, Capablanca, Fine, Flohr, Keres, Reshevsky, und eventuell ein weiterer Meister teilnehmen. Beim Stockholmer Kongress 1937 verspielte die FIDE die Möglichkeit, die Weltmeisterschaft zu organisieren. Zunächst wurde der niederländische Vorschlag eines Kandidatenturniers abgelehnt. Für Empörung sorgte die Entscheidung, Salo Flohr zum offiziellen Herausforderer des Weltmeisters zu küren. Auch Aljechin merkte an, dass die Kommission, der er selber angehörte, Capablanca, gefolgt von Botwinnik, als die geeigneten Kandidaten sah.
Der Ausbruch des Zweiten Weltkriegs machte alle Pläne obsolet, die FIDE war in dieser Zeit einige Jahre lang inaktiv.

### Etablierung 1946 bis 1970
Dass die FIDE schließlich doch noch die Kontrolle über die Weltmeisterschaft übernehmen konnte, lag zum einen am durch den Tod des Weltmeisters Alexander Aljechin bedingten Interregnum, zum anderen am Beitritt der Sowjetunion mit ihren rund 600.000 registrierten Spielern. Für den Beitritt des sowjetischen Verbandes, der 1947 erfolgte, „opferte“ man das FIDE-Gründungsmitglied Spanien.

#### Übernahme der Weltmeisterschaft
Zunächst galt es jedoch, die Verbandsaktivitäten wiederaufzunehmen, die seit der Schacholympiade 1939 geruht hatten. Vom 25. bis 27. Juli 1946 fand in Winterthur der erste Kongress nach dem Krieg statt. Wegen finanzieller und logistischer Probleme waren nur neun Verbände vertreten, weshalb die gefällten Beschlüsse vom nächsten Kongress zu bestätigen waren. Beschlossen wurde hier ein WM-Turnier, das 1947 in den Niederlanden stattfinden sollte. Ein Teilnehmer sollte der Sieger des Staunton Memorial in Groningen oder des Treybal Memorial in Prag sein.

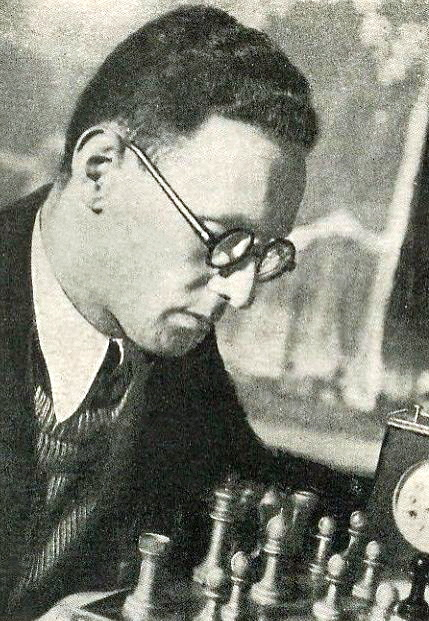
Michail Botwinnik (1933)

Darüber hinaus wurde die Struktur der künftigen dreijährlichen WM-Zyklen beschlossen, die für viele Jahre im Wesentlichen gelten sollten: Auf die regionalen Zonenturniere sollte jeweils ein Interzonenturnier mit 20 Teilnehmern folgen, darauf wiederum ein doppelrundiges Kandidatenturnier. Michail Botwinnik dagegen schlug Kandidatenwettkämpfe vor. Gleichzeitig kritisierte er den Verband für dessen Defizite im Hinblick auf Finanzen und Autorität.
Kritischer für die FIDE waren die Konsequenzen eines niederländischen Zeitungsberichtes, in dem die sowjetischen Spieler Absprachen bezichtigt wurden. Wegen dieser Aussage weigerte sich Botwinnik zunächst, in den Niederlanden zu spielen.
Schließlich wurde auf dem Kongress in Den Haag vom 30. Juli bis 2. August 1947 die Entscheidung für ein WM-Turnier bestätigt, das nun 1948 in Den Haag und Moskau stattfinden sollte.

#### Titelvergabe
Im Jahre 1950 vergab der Verband erstmals offizielle Titel. Für ihre Leistungen wurde an 27 Spieler der Großmeistertitel verliehen. Weitere 93 Spieler erhielten den Titel Internationaler Meister. Im Jahre 1957 wurden Normen definiert, nach denen die Titel vergeben werden.

#### Ärger um das Kandidatenturnier
Im Anschluss an das Kandidatenturnier 1962 bezichtigte der junge Amerikaner Bobby Fischer seine sowjetischen Mitspieler, sich unlauterer Mittel zu bedienen. Als Konsequenz kündigte Fischer an, nie mehr an einem WM-Zyklus teilzunehmen. Beim FIDE-Kongress im schwedischen Saltsjöbaden vom 25. August bis zum 5. September 1962 wurden die Regeln wegen dieser Vorfälle angepasst. Nun sollte das Kandidatenturnier in Wettkämpfen ausgetragen werden, wie es einst schon Botwinnik vorgeschlagen hatte.

#### Weitere neue Wettbewerbe
Seit der Verband auch für die Weltmeisterschaft verantwortlich zeichnete, war ihre Vormachtstellung in allen Schachbelangen unumstritten. Die Unterstützung des mit Abstand größten und einflussreichsten Verbandes, der Sowjetunion, war gewiss.
In dieser Zeit war der Schwede Folke Rogard Präsident der FIDE, der 1949 Alexander Rueb abgelöst hatte. Er etablierte weitere Wettbewerbe der FIDE, so beispielsweise die Schacholympiade der Frauen ab 1957.

#### Einführung der Elo-Zahlen
Auf dem Kongress in Siegen 1970, auf dem Rogards Nachfolger gewählt wurde, beschloss man auch die Einführung der Elo-Zahlen. Diese hatte ihr Namensgeber Arpad Elo in den 1960er Jahren zunächst für den US-Verband entwickelt.

### Expansion 1970 bis 1982

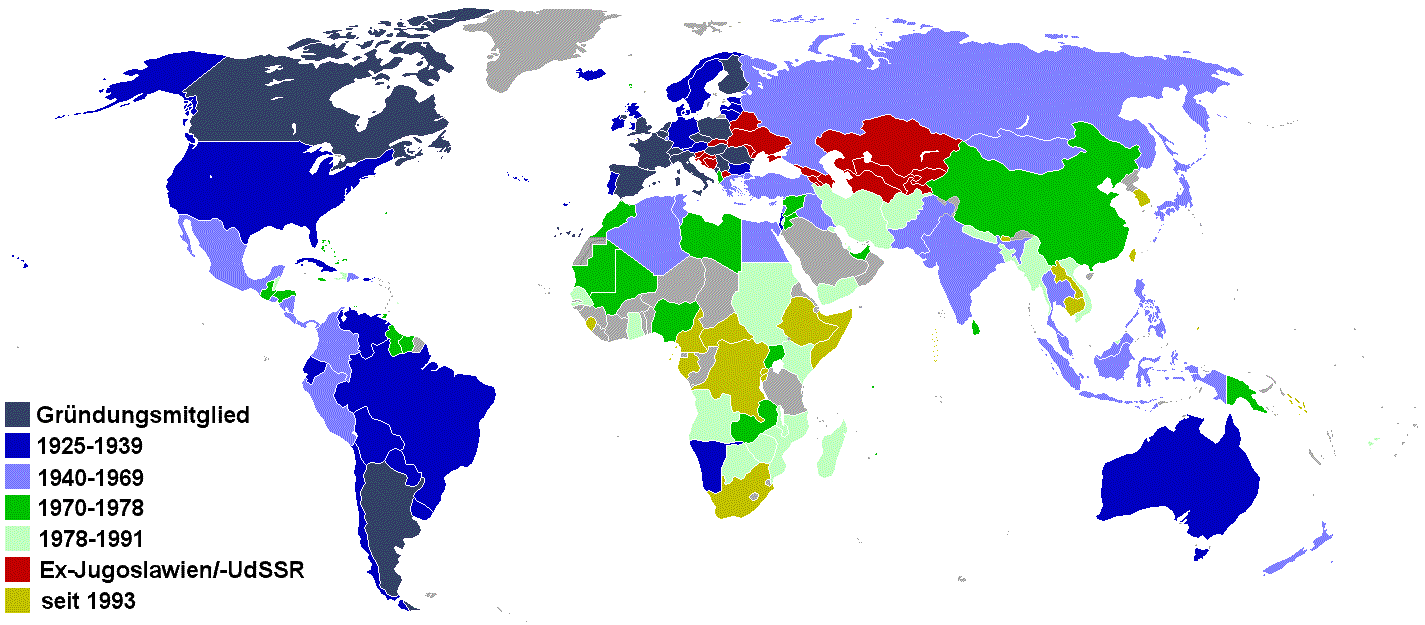
Mitgliedsländer der FIDE. Blau markierte Länder traten vor 1970 bei, grüne bis 1991, gelbe seit 1993, rot markierte Länder sind Nachfolgeverbände der Sowjetunion und Jugoslawiens.

1970 wurde der frühere Weltmeister Max Euwe zum Präsidenten der FIDE gewählt. Dessen oberstes Ziel war die Erweiterung des Verbandes. Während seiner achtjährigen Präsidentschaft stießen mehr als zwei Dutzend neue Verbände zur FIDE hinzu. Euwes Expansionspolitik wurde von seinen Nachfolgern Olafsson und Campomanes fortgesetzt.
Juri Awerbach, der Euwe als besten FIDE-Präsidenten aller Zeiten bezeichnete, sah dies später als kritisch an, da es das Stimmrecht vielen kleinen Verbänden ermöglichte, gegen große Verbände zu kämpfen. Auch Anatoli Karpow bemerkte später, Euwe habe mit den besten Absichten gehandelt, Schach überallhin verbreiten zu wollen, was aber zu einem Führungsvakuum in der FIDE geführt habe.
Auch in den ersten Jahren seiner Amtszeit war Euwe bereits umstritten. Beim Kongress in Nizza 1974 trat erstmals ein Gegenkandidat bei der Präsidentschaftswahl an. Letztlich siegte Euwe klarer als erwartet mit 43 zu 29 Stimmen gegen den Puerto Ricaner Raball-Mendez.

#### Kontroversen um Bobby Fischer
Max Euwe legte großen Wert darauf, dass Bobby Fischer die Möglichkeit erhielt, um den Weltmeistertitel zu spielen. Da dieser jedoch an der US-Meisterschaft 1969 nicht teilgenommen hatte, war er für das Interzonenturnier nicht qualifiziert. Um Fischer die Teilnahme am Interzonenturnier zu ermöglichen, verzichtete Pál Benkő ebenso auf seinen Qualifikationsplatz wie etwaige Nachrücker. Max Euwe legte die Regeln deutlich zugunsten Fischers aus.
Dieser gewann 1972 die Weltmeisterschaft gegen Boris Spasski, knüpfte an seine Titelverteidigung jedoch zahlreiche Bedingungen. Euwe versuchte auch hier, Kompromisse zu finden, die den Wettkampf mit Anatoli Karpow ermöglichen sollten, scheiterte jedoch damit, worauf Fischer nicht zur Titelverteidigung antrat. Am 3. April 1975 erklärte Euwe daher Karpow zum neuen Weltmeister.

#### Schacholympiade 1976 in Israel
Die Vergabe der Schacholympiade 1976 ins israelische Haifa stellte Euwe ebenfalls vor einige Schwierigkeiten. Schon das zunächst testweise eingeführte Schweizer System stieß besonders bei den starken Schachnationen nicht auf allzu viel Gegenliebe. Schwerer wog aber, dass die Sowjetunion seinerzeit keine diplomatischen Beziehungen zu Israel unterhielt und die Wahl des Austragungsortes scharf kritisierte. Dennoch hielt Euwe an der Entscheidung fest. Die Sowjetunion und die Verbände aus deren Einflussbereich boykottierten das Turnier. 34 Mannschaften nahmen an einer Gegenolympiade im libyschen Tripolis teil.

#### Emigration sowjetischer Spieler
Während Euwes Präsidentschaft emigrierten mehrere Spieler der Sowjetunion und anderer Staaten des Warschauer Paktes in den Westen. Für erstes Aufsehen sorgte die Desertion Gennadi Sosonkos im Jahr 1972. Dieser setzte sich über Israel in die Niederlande ab. Dort spielte Max Euwe 1975 gegen ihn. Dies empfand die Sowjetunion, namentlich ihr Sportminister Sergei Pawlow, als Provokation.
Für weitaus größere Konfrontationen sorgte jedoch Viktor Kortschnoi, der nach dem IBM-Turnier 1976 in Amsterdam nicht mehr in die Sowjetunion zurückkehrte. Bei Gesprächen während des Turniers hatte Euwe Kortschnoi seine persönliche Hilfe zugesichert, falls es Probleme mit dessen Anspruch auf das Kandidatenturnier geben sollte. Aufgrund von Euwes Haltung im Fall Kortschnoi strebte man in der Sowjetunion nun dessen Abwahl an, die 1978 erfolgte. Sein Nachfolger wurde 1978 schließlich der Isländer Friðrik Ólafsson, der Euwes Expansionspolitik fortsetzte. Nach einem äußerst knappen ersten Wahlgang, bei dem Ólafsson 30 Stimmen, seine Gegenkandidaten Gligorić und Raball-Mendez 29 bzw. 31 Stimmen erhielten, siegte Ólafsson im zweiten Wahlgang. Max Euwe war nicht noch einmal angetreten.

### Ära Campomanes 1982 bis 1995

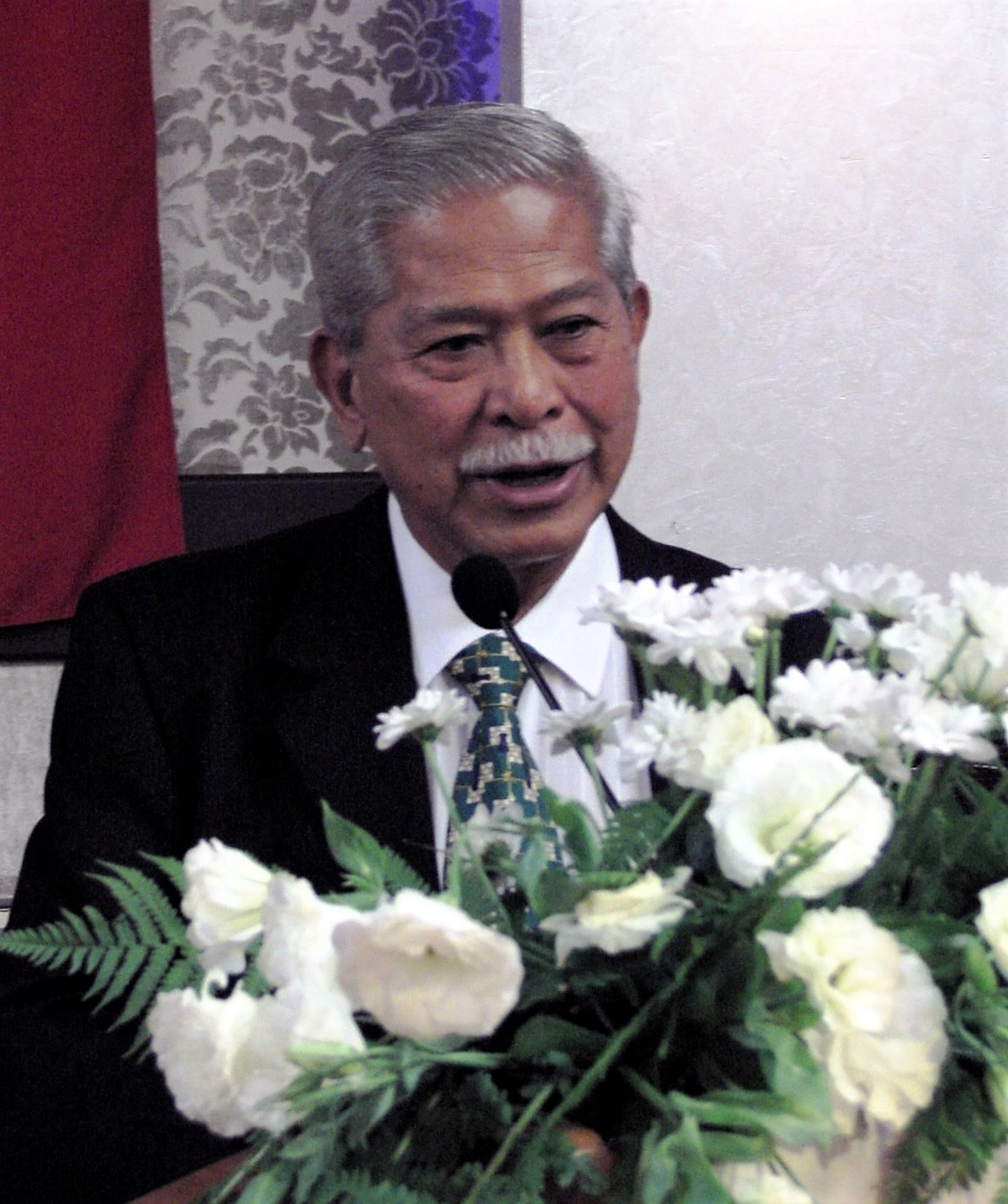
Florencio Campomanes (2008)

Der Philippiner Florencio Campomanes wurde 1982 zum ersten nichteuropäischen Präsidenten der FIDE gewählt. Beim Kongress in Luzern siegte er im zweiten Wahlgang mit 65:43 Stimmen über Amtsinhaber Olafsson. Mit der Organisation der Weltmeisterschaft 1978 in Baguio City hatte er in der Schachwelt auf sich aufmerksam gemacht. Schon für die Weltmeisterschaft 1975 hatte Campomanes für die Philippinen ein Angebot in Höhe von 13 Millionen Schweizer Franken abgegeben.
Bereits 1978 war Campomanes als neuer Präsident der FIDE im Gespräch, trat aber erst vier Jahre später mit dem Slogan „Zeit für Veränderung“ und dem Versprechen, Schach in die Dritte Welt zu bringen, gegen Amtsinhaber Friðrik Ólafsson an.
Auch Campomanes lag daran, Euwes Expansionskurs fortzusetzen und die Zahl der Mitgliedsverbände besonders in Asien zu erhöhen. Viele neue Verbände traten der FIDE nach dem Zerfall Jugoslawiens und der Sowjetunion bei. Der Wegfall des bislang die FIDE und Campomanes Macht gleichermaßen stabilisierenden sowjetischen Verbandes führte in der Folgezeit aber zur Destabilisierung der FIDE und von Campomanes’ Macht.

#### Konflikt mit dem sowjetischen Verband
Eine erste ernste Bewährungsprobe hatte Campomanes bei den Kandidatenwettkämpfen 1983 zu überstehen. Das Halbfinale zwischen dem vielversprechenden Garri Kasparow und Viktor Kortschnoi war ins kalifornische Pasadena vergeben worden. Der sowjetische Verband lehnte es ab, dass Kasparow dort spielte, worauf Kortschnoi zum Sieger erklärt wurde. Ebenso gewertet wurde das Duell zwischen dem Ungarn Zoltán Ribli und Wassili Smyslow, das in Abu Dhabi stattfinden sollte. Über die Motive des sowjetischen Schachverbandes wurde viel spekuliert. Campomanes riskierte die Spaltung der Schachwelt, ging aber dank der Verbände aus der Dritten Welt als Sieger aus dem Machtkampf mit der Sowjetunion hervor. Letztlich wurden beide Halbfinals in London neu angesetzt.

#### Abbruch der WM 1984/85

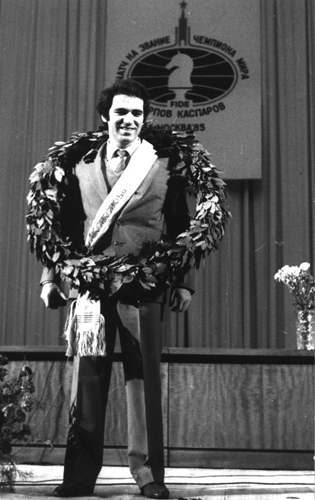
Kasparow wurde 1985 zu Campomanes’ Widersacher

Garri Kasparow qualifizierte sich schließlich als Herausforderer von Weltmeister Anatoli Karpow. Bei der Weltmeisterschaft 1984 ging dieser rasch in Führung, bevor Kasparow besonnener spielte und es zu einer langen Serie von Remis kam. Erst in der 32. Partie konnte der Herausforderer auf 1:5 verkürzen.
Bei diesem Spielstand beantragte der sowjetische Schachverband den Abbruch des Wettkampfes, um die Gesundheit der Spieler nicht zu gefährden. Beim Stande von 5:3 für Karpow entschied sich Campomanes regelwidrig und gegen den Willen Kasparows für den Abbruch des Wettkampfes. Auch Karpow gab während der Pressekonferenz an, weiterspielen zu wollen, was jedoch von Medien und Schachfans bezweifelt wurde. Campomanes selbst meinte, es habe an Karpow gelegen, dass diese Pressekonferenz nicht gut gelaufen sei.
Zuvor hatte Florencio Campomanes den Wettkampf auf Geheiß des Organisationskomitees bereits von der Säulenhalle des Gewerkschaftshauses in das Hotel Sport verlegen lassen, wozu nach den Regeln die Zustimmung beider Spieler erforderlich gewesen wäre. Dies gab dem angeschlagenen Karpow einige Tage zur Regeneration. Dieser war Presseberichten zufolge zu dieser Zeit nur noch ein „gebeuteltes, gebeugtes, müdes Hutzelmännchen“, während sein Kontrahent vor Kraft strotzte.
Campomanes hatte sich kurz nach seiner Wahl mit Karpow verbrüdert und diesen ein ums andere Mal privilegiert, so dass nicht nur Kasparow die beiden als „Karpomanes“ verspottete. Infolgedessen kam es in der Folgezeit immer wieder zu Auseinandersetzungen zwischen Campomanes und Karpow einerseits und Kasparow sowie anderen Großmeistern andererseits. So lehnte Kasparow nach seinem Titelgewinn 1985 zunächst einen Revanchewettkampf ab, woraufhin ihn Campomanes als Weltmeister absetzen wollte.

#### Schacholympiade 1986
Als die Entscheidung über den Abbruch der WM 1984/85 im Raume stand, befanden sich Florencio Campomanes und andere Funktionäre in Dubai, wo die Schacholympiade 1986 geplant war. Der Schachverband der Vereinigten Arabischen Emirate als Veranstalter wollte Israel nicht einladen, was nach den damaligen Regeln der FIDE sogar zulässig war. Da jedoch rund 40 Verbände im Falle des israelischen Ausschlusses mit einem Boykott gedroht hatten, lag erneut eine Spaltung der Schachwelt im Bereich des Möglichen. Letztlich wurde Israel ausgeschlossen, und Dänemark, Norwegen, Schweden, Färöer und die Niederlande sowie einzelne Spieler blieben der Schacholympiade tatsächlich aus Protest fern.

#### Teilung der Schachwelt 1993
Obschon Campomanes in der Schachwelt sehr umstritten war, gelang ihm 1986 und auch 1990 die Wiederwahl. Dabei hatte der von ihm brüskierte Garri Kasparow sich 1986 mit aller Macht für die Wahl des Brasilianers Lincoln Lucena eingesetzt, dessen Kandidatur aber kläglich scheiterte. Lucena, der sich u. a. für die Straffung der Weltmeisterschafts-Qualifikation eingesetzt hatte, zog am Wahltag seine Kandidatur zurück. Ebenfalls zweimal hatte Campomanes die drohende Teilung der Schachwelt abwenden können.
1993 trug er selbst jedoch maßgeblich zur Teilung der Schachwelt bei. Garri Kasparow und sein Herausforderer bei der Weltmeisterschaft 1993, Nigel Short, fühlten sich von der FIDE nicht angemessen vertreten und entschieden sich, unter der Regie der eigens gegründeten Professional Chess Association (PCA) um den Titel zu spielen. Beide Spieler wurden aus der Rangliste des Verbandes entfernt, die beiden im Kandidatenturnier unterlegenen Anatoli Karpow und Jan Timman als Nachrücker zur offiziellen Weltmeisterschaft eingeladen. Diese FIDE-Weltmeisterschaft wurde zum völligen Fiasko, nachdem einer der beiden Veranstalter das versprochene Preisgeld nicht hatte aufbringen können und der zweite sich kurzfristig ganz zurückgezogen hatte.

#### Schacholympiade und Rücktritt
Als 1994 Thessaloniki kurzfristig als Veranstalter der Schacholympiade zurücktrat, half ausgerechnet Garri Kasparow dabei, die Veranstaltung in Moskau zu organisieren. Im Anschluss daran wurde Kasparow wieder in der Rangliste der FIDE geführt und unterstützte seinerseits die Wiederwahl von Campomanes.
Andere Unterstützer wandten sich dagegen zunehmend von Campomanes ab. So beschwerte sich dessen alter Freund Anatoli Karpow darüber, dass er und sein Herausforderer Gata Kamsky die Organisation ihres Wettkampfes hätten selbst übernehmen müssen, nachdem „Campomanes zum Handlanger Kasparows geworden“ sei.
Letztlich scheiterte Campomanes jedoch erst an finanziellen Unregelmäßigkeiten, die man ihm beim FIDE-Kongress 1995 in Paris vorhielt. Bei diesem wies der philippinische Verband explizit darauf hin, dass Campomanes nicht dessen Delegierter sei. Auch im eigenen Land gab es zu dieser Zeit offenbar keine Vertrauensbasis mehr. Campomanes wurde auf dem Kongress u. a. vorgeworfen, sich trotz des ein Jahr zuvor getroffenen Votums aufgrund „besonderer Verdienste“ 120.000 Schweizer Franken ausgezahlt zu haben. Außerdem sollte er bei der Schacholympiade 1992 in Manila Schecks in Höhe von mehr als 400.000 US-Dollar im Namen der FIDE entgegengenommen, jedoch nicht abgerechnet haben.
Letztlich stimmte Campomanes seinem Rücktritt zu, sofern Kirsan Iljumschinow als sein Nachfolger gewählt werden würde. Diesen hatte er 1994 in Moskau kennengelernt und als „sehr interessanten Mann“ eingeschätzt. In Paris war Iljumschinow wegen der Bewerbung seiner Heimatstadt Elista für die Schacholympiade 1998.

### Ära Iljumschinow 1995 bis 2018

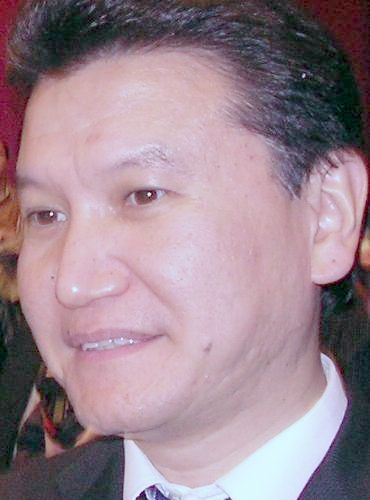
Kirsan Iljumschinow (2008)

Kirsan Iljumschinow war zum Zeitpunkt seiner Wahl erst 33 Jahre alt. 1993 hatte er die Wahl zum Oberhaupt der Republik Kalmückien gewonnen. Nach dem Zerfall der Sowjetunion hatte er innerhalb kurzer Zeit ein Vermögen angehäuft, dessen Herkunft nie zweifelsfrei geklärt wurde.
Dass er gewählt werden würde, hatte Iljumschinow nach eigenen Angaben bereits ein halbes Jahr im Voraus gewusst. Darüber und dass er zwei Legislaturperioden im Amt bleiben würde, habe ihn seine Wahrsagerin informiert. Dessen ungeachtet ließ sich Iljumschinow auch 2010 unter umstrittenen Umständen noch einmal für die Präsidentenwahl nominieren, die er gegen Herausforderer Anatoli Karpow klar gewann.
Es wurde darüber spekuliert, ob Iljumschinow sich zum Präsidenten der FIDE habe wählen lassen, um seine politische Karriere zu sichern. Aufgrund des hohen Stellenwertes des Schachs in Russland habe sich Iljumschinow eine gewisse Immunität gegenüber Boris Jelzin erhofft, meinte der Spiegel.
Kirsan Iljumschinow hatte als FIDE-Präsident stets ehrgeizige Pläne, die über die notwendige finanzielle Konsolidierung und die Wiedervereinigung der Schachwelt weit hinausgingen. So plante er für Ende 1996 einen Wettkampf zwischen Anatoli Karpow und Bobby Fischer.

#### Finanzielle Bedeutung
Aufgrund der ruinösen Lage der FIDE war Iljumschinow zumindest finanziell für den Verband ein Glücksgriff. Allein 1996 investierte er nach eigenen Angaben 2 Millionen US-Dollar in die FIDE, die von ihm als „Anschubfinanzierung“ gedacht waren. Insgesamt waren nach seiner Einschätzung 20 Millionen Dollar notwendig, um das Fernziel, die FIDE wieder zu einer „international mächtigen Organisation“ mit ebenso vielen Mitgliedern wie die UNO zu machen, zu erreichen.

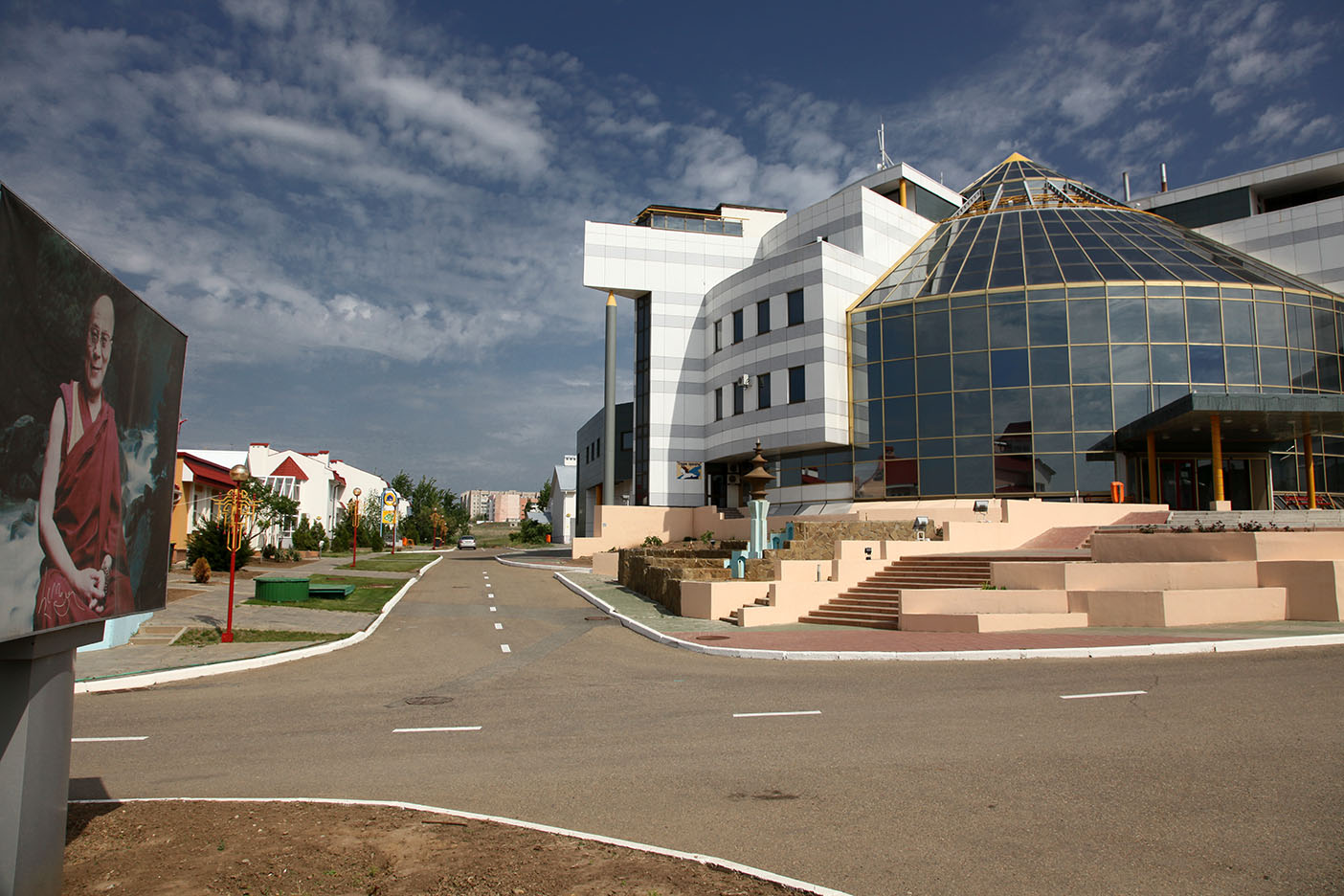
Schachstadt Elista

Zu seinen Investitionen, die der FIDE und seiner Heimat gleichermaßen zugutekommen sollte, gehörte die „Schachstadt“ in Elista, die allein 50 Millionen US-Dollar gekostet haben soll.
Ebenso ehrgeizig waren Iljumschinows Pläne, die Schachspieler zu den „höchstbezahlten Sportlern der Welt“ zu machen. Für die nächsten zehn Weltmeisterschaften versprach er ein Preisgeld von insgesamt 55 Millionen US-Dollar.
Um Schach für Sponsoren interessant zu machen, wollte Iljumschinow beweisen, dass Schach ein fernsehgerechter Sport wie Golf oder Tennis sei.
Um die Vermarktung des Schachs zu verbessern, wurden nacheinander Unternehmen gegründet, die diese Aufgabe professionell im Sinne der FIDE lösen sollten. Auf die Firmen FIDE Commerce und FIDE Commerce International mit Sitz in London folgte das niederländische Unternehmen Global Chess unter Leitung Bessel Koks, das 2009 ohne nennenswerte öffentliche Wahrnehmung liquidiert wurde. Nachfolger wurde das Unternehmen Chess Network Company.
Seine ehrgeizigen Ziele konnte Iljumschinow größtenteils nicht umsetzen. Noch oft half er der FIDE aus seinem eigenen Vermögen aus. Der oppositionellen Kritik an seinen zahlreichen Fehlschlägen begegnete er stets erfolgreich mit dem Hinweis auf das Vermögen, das er persönlich ins Schach gesteckt hat.

#### Olympische Bewegung
Um den Stellenwert des Schachs zu erhöhen, strebte Iljumschinow Schach als olympische Disziplin an. 1999 gelang es ihm, dass Schach vom Internationalen Olympischen Komitee als olympische Sportart anerkannt wurde. Von einer Demonstration in Sydney 2000 abgesehen, wurde Schach jedoch nicht zur olympischen Disziplin. Im Anschluss an die Olympischen Sommerspiele 2008 in Peking fanden dort die ersten Weltdenksportspiele statt, zu denen neben Schach auch Disziplinen wie Dame und Bridge gehörten. Die Wettbewerbe in Peking wurden allesamt mit kurzer Bedenkzeit ausgetragen.

#### Weltmeisterschaften
Iljumschinows erste öffentlich wahrgenommene Amtshandlung war die Vergabe der FIDE-Weltmeisterschaft 1996 zwischen Anatoli Karpow und Gata Kamsky. Völlig überraschend wurde Bagdad als Austragungsort bestimmt. Man hielt Iljumschinow vor, sein Amt als FIDE-Präsident zu missbrauchen, um seinen weltweit geächteten Freund Saddam Hussein rehabilitieren zu wollen. Iljumschinow wies dies mit dem Hinweis zurück, er handele als Mensch und spekulierte darüber, die USA würde vielleicht eines Tages Saddam Hussein für den Friedensnobelpreis vorschlagen. Seines Erachtens hätten weder die USA noch die UNO Einwände gegen den Austragungsort. Tatsächlich drohte jedoch das amerikanische State Departement Gata Kamsky mit Haft- und Geldstrafe, sollte er trotz des UNO-Embargos im Irak antreten. Die Weltmeisterschaft wurde schließlich nach Elista verlegt.
Der Modus der Schachweltmeisterschaft 1997/98 wurde von den Spitzenspielern scharf kritisiert. Wladimir Kramnik trug beim FIDE-Kongress eine Protestnote fast aller Spitzenspieler vor, die jedoch nicht beachtet wurde. Um sich für das Finale gegen Weltmeister Anatoli Karpow zu qualifizieren, war unmittelbar vor dem Wettkampf ein dreiwöchiges K.-o.-Turnier in Groningen angesetzt worden. Neben dem Modus wurden die Privilegien Karpows und die unbekannte Herkunft des hohen Preisgeldes kritisiert.
Die Weltmeisterschaften der FIDE 1999 bis 2004 wurden allesamt vollständig als K.-o.-Turnier ausgetragen und wurden von Spielern, Medien und Öffentlichkeit als sportlich minderwertig angesehen. Beim Kongress in Teheran im Dezember 2000 wurde darüber hinaus eine neue Qualifikation beschlossen. Demnach sollten sich 117 Spieler bei nationalen und kontinentalen Meisterschaften qualifizieren und weitere acht im Internet. Drei weitere Teilnehmer sollten durch den Präsidenten nominiert werden.
Trotz der bei der Schacholympiade 1986 in Dubai gemachten Erfahrungen wurde die Weltmeisterschaft 2004 in die libysche Hauptstadt Tripolis vergeben, was nicht unerwartet zu Problemen führte. So wurden israelische Spieler nicht eingeladen, andere Spieler blieben aufgrund dessen der Veranstaltung fern.
Von 2005 bis 2007 wurde die Weltmeisterschaft schließlich in einem doppelrundigen Turnier mit jeweils acht Teilnehmern ausgetragen. Nach der erfolgten Wiedervereinigung wurde der WM-Modus erneut geändert. Dem allgemeinen Wunsch nach Zweikämpfen wurde Rechnung getragen, die Qualifikation erneut geändert. Die Qualifikation zum ersten regulären Zyklus zur WM 2012 bestand aus einer als Grand Prix bezeichneten Serie von sechs Turnieren und dem Weltpokal. Für diesen konnten sich Spieler in Zonen- und Kontinentalturnieren qualifizieren. Ursprünglich war ein Kandidatenwettkampf zwischen dem Grand-Prix- und dem World-Cup-Sieger geplant. Unter großem Protest wurde während der laufenden Qualifikation der Modus dahingehend geändert, dass acht Spieler an Kandidatenwettkämpfen teilnehmen sollten.

#### Wiedervereinigung
Nach der 1993 vorgenommenen Abspaltung der Professional Chess Association gehörte die Wiedervereinigung der Schachwelt zu den obersten Zielen Iljumschinows. Umso mehr galt das nach der Aufnahme in die olympische Bewegung. Mit dieser war auch die Forderung nach einem eindeutigen Weltmeister verbunden. Die PCA löste sich bereits nach der Durchführung von nur zwei WM-Kämpfen 1993 und 1995 sowie dem Verlust ihres Hauptsponsors Intel im Jahr 1996 auf. Dem als Nachfolgeorganisation gegründeten World Chess Council gelang es in der Folgezeit nicht, eine für 1998 geplante Weltmeisterschaft zu organisieren.
Trotzdem schaffte es Iljumschinow erst 2002, die Initiative für eine mögliche Wiedervereinigung zu ergreifen. Gemeinsam mit Bessel Kok, Alexei Orlow, Garri Kasparow, Wladimir Kramnik und Yasser Seirawan veröffentlichte Iljumschinow am 6. Mai 2002 den Prager Plan. Dieser sah zwei Matches vor, deren Sieger um den alleinigen Weltmeistertitel spielen sollten. Ein Wettkampf sollte zwischen Wladimir Kramnik und dem Sieger der Dortmunder Schachtage 2002 stattfinden, ein weiterer zwischen FIDE-Weltmeister Ruslan Ponomarjow und Garri Kasparow.
Trotz des hehren Zieles war der Plan nicht unumstritten. Letztlich wurde er nicht in die Tat umgesetzt. Der Wettkampf zwischen Kramnik und dem Dortmunder Sieger Péter Lékó fand erst 2004 statt. Im selben Jahr verlor Ponomarjow seinen Titel an Rustam Kasimjanov. Ein Jahr später nahm Garri Kasparow Abschied vom Turnierschach.
Am 13. April 2006 kündigte Iljumschinow schließlich den Vereinigungswettkampf zwischen Wesselin Topalow und Wladimir Kramnik an, der im Herbst in Elista stattfand. Hier kam es zu einigen Auseinandersetzungen, die auch Iljumschinow angelastet wurden.

#### Umstrittene Regeländerungen in Iljumschinows Amtszeit
In die Amtszeit Iljumschinows fällt eine Reihe von Regeländerungen, die von den organisierten Schachspielern oft kontrovers diskutiert wurden.
Für besonderes Aufsehen sorgte die Verkürzung der Bedenkzeit, die beim Teheraner Kongress 2000 beschlossen wurde. Demnach waren für eine klassische Schachpartie nur noch 75 Minuten für die ersten 40 Züge sowie 15 Minuten für den Rest der Partie plus einem Zuschlag von 30 Sekunden pro gespieltem Zug vorgesehen. Diese Regel wurde von führenden Schachspielern inhaltlich und formal auf das schärfste kritisiert. Letztlich konnte eine solch kurze Bedenkzeit nicht durchgesetzt werden. Als „FIDE-Bedenkzeit“ gelten heute 90 Minuten für die ersten 40 Züge und 30 Minuten für den Rest der Partie plus 30 Sekunden Zuschlag pro gespieltem Zug.
Umstritten war auch die 2009 eingeführte „Nulltoleranzregel“. Diese legte fest, dass ein Spieler eine Partie verliert, wenn er nicht pünktlich erscheint. Zuvor galt eine Karenzzeit von bis zu einer Stunde, während der die Verspätung auf die Bedenkzeit angerechnet wurde. Turnierausrichter dürfen die Karenzzeit abweichend festlegen.
Als Mitglied der olympischen Bewegung unterwarf sich die FIDE auch den scharfen Anti-Doping-Bestimmungen der WADA. Die Notwendigkeit und die dadurch entstehenden Kosten, insbesondere aber der mögliche Eingriff in die Intimsphäre, wurde insbesondere von Breitensportlern scharf kritisiert. Die Möglichkeiten, im Schach zu dopen, sind bis heute umstritten.

### FIDE unter Dworkowitsch

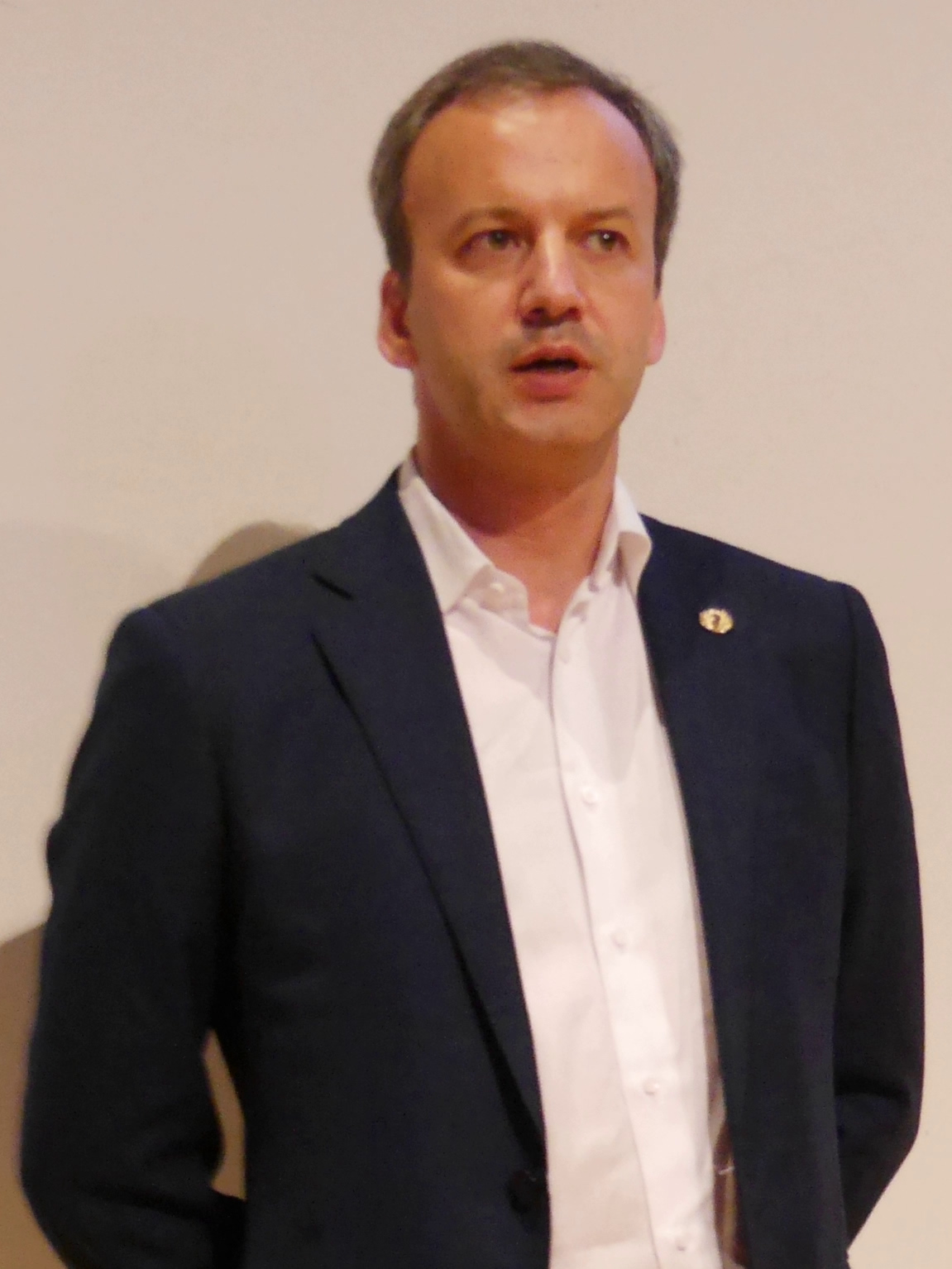
Arkadi Dworkowitsch, Dortmund 2018

Arkadi Dworkowitsch wurde Anfang Oktober 2018 zum neuen Präsidenten der FIDE gewählt.
Die Ethikkommission entzog dem russischen Schachverband 2024 die Mitgliedschaft.

## Aufgaben
In ihren Statuten definiert sich die FIDE als Weltverband, der sich exklusiv um die Belange des Schachs kümmert. Neben der Entwicklung und Verbreitung des Schachs in allen Nationen werden als Aufgaben die Definition der Schachregeln, die Organisation von Weltmeisterschaften und weiteren Turnieren sowie die Vergabe von Titeln hervorgehoben. Der Exklusivanspruch der FIDE wurde und wird de facto jedoch immer wieder in Frage gestellt.

### Titel und Wertungszahlen
Für die eng zusammenhängenden Bereiche Titel und Wertungszahlen ist die Qualifikations-Kommission der FIDE verantwortlich.
Die weltweite Einführung der Elo-Zahlen wurde von der FIDE auf dem Kongress in Siegen 1970 beschlossen. Seitdem berechnet der Verband für alle registrierten Spieler deren Rating und veröffentlicht inzwischen jeden Monat  die sich daraus ergebende Rangliste.
| Platz | Land                   | Elo-Zahl | Anmerkung                  |
| ----- | ---------------------- | -------- | -------------------------- |
| 1     | Magnus Carlsen         | 2831     | bester Mann                |
| 2     | Hikaru Nakamura        | 2802     |                            |
| 3     | Arjun Erigaisi         | 2797     |                            |
| 4     | Fabiano Caruana        | 2803     |                            |
| 5     | Gukesh                 | 2794     | aktueller Weltmeister      |
| 6     | Nodirbek Abdusattorov  | 2783     |                            |
| 7     | Alireza Firouzja       | 2767     |                            |
| 8     | Wei Yi                 | 2763     |                            |
| 9     | Jan Nepomnjaschtschi   | 2755     |                            |
| 10    | Wesley So              | 2751     |                            |
| 11    | Anand                  | 2751     |                            |
| 12    | Praggnanandhaa         | 2746     |                            |
| 13    | Leinier Domínguez      | 2741     |                            |
| 14    | Jan-Krzysztof Duda     | 2740     |                            |
| 15    | Lê Quang Liêm          | 2739     |                            |
| 16    | Levon Aronian          | 2738     |                            |
| 17    | Maxime Vachier-Lagrave | 2735     |                            |
| 18    | Şəhriyar Məmmədyarov   | 2733     |                            |
| 19    | Hans Niemann           | 2733     |                            |
| 20    | Anish Giri             | 2728     |                            |
| 21    | Ding Liren             | 2728     |                            |
| …     |                        |          |                            |
| 24    | Vincent Keymer         | 2721     | bester Deutscher           |
| …     |                        |          |                            |
| 46    | Kirill Alekseenko      | 2679     | bester Österreicher        |
| …     |                        |          |                            |
| 109   | Hou Yifan              | 2633     | beste Frau                 |
| …     |                        |          |                            |
| 165   | Vadim Milov            | 2604     | bester Schweizer           |
| …     |                        |          |                            |
| 286   | Ju Wenjun              | 2563     | aktuelle Weltmeisterin     |
| …     |                        |          |                            |
| 761   | Alexandra Kosteniuk    | 2480     | beste Schweizer Frau       |
| …     |                        |          |                            |
| 969   | Elisabeth Pähtz        | 2458     | beste deutsche Frau        |
| …     |                        |          |                            |
| 2070  | Michael Wiedenkeller   | 2383     | bester Luxemburger         |
| …     |                        |          |                            |
| 4250  | Regina Theissl-Pokorná | 2292     | beste österreichische Frau |
| …     |                        |          |                            |
| 5896  | Elvira Berend          | 2244     | beste luxemburgische Frau  |

Stand: Oktober 2024
Anhand der Elo-Zahlen der Teilnehmer wird die Qualität eines Turniers bemessen. Wichtig ist diese für die Erreichung von Normen. Erzielt ein Spieler bestimmte Normen, so verleiht ihm die FIDE auf Lebenszeit einen Titel wie Großmeister. Auch besondere Leistungen werden mit der Vergabe eines Titels belohnt.
Die Wertungszahlen sind wegen möglicher und teilweise bereits nachgewiesener Manipulationen, vor allem wegen der angenommenen Inflation, nicht unumstritten.
In der jüngeren Vergangenheit berufen sich auch Fachmedien zunehmend auf das täglich berechnete sogenannte Live-Rating. Diese inoffiziellen Berechnungen des Norwegers Hans-Arild Runde sind aufgrund der täglichen Berechnung und der daraus resultierenden Dynamik sehr beliebt, obwohl es sich tatsächlich lediglich um eine Prognose künftiger Wertungszahlen handelt und nicht um eine tatsächliche Live-Berechnung.

### Wettbewerbe der FIDE
Der Verband beansprucht die Austragung zahlreicher Schachveranstaltungen für sich, allen voran den gesamten Zyklus der Schachweltmeisterschaft und der Schacholympiade, aber auch die kontinentalen Meisterschaften inklusive der Veranstaltungen für Jugend und Junioren. Der kommerzielle Teil der Veranstaltungen wird zumindest theoretisch seit 2009 vom Unternehmen Chess Network Company verantwortet.
Der Exklusivitätsanspruch der FIDE wurde vor allem in den Jahren nach der Teilung der Schachwelt 1993 entschieden in Frage gestellt. Die Mehrheit erkannte die offiziellen Weltmeister der FIDE nicht als solche an. Erst 2006 gelang die Wiedervereinigung der Weltmeisterschaften. Auch für die Weltmeisterschaft im Schnellschach fühlt sich die FIDE verantwortlich. Diese wurde aber bis 2010 im Rahmen der Chess Classic in Mainz ausgetragen.

### Umstrittene Austragungsorte von Wettbewerben
Die FIDE veranstaltet Weltmeisterschaften und Schacholympiaden seit langem auch in islamischen Staaten, die Israelis die Einreise verweigern, und nimmt dabei den Ausschluss israelischer Spieler von den Wettbewerben in Kauf. Der Ausschluss Israels bei der Schacholympiade 1986 in Dubai führte zu einem Boykott der Veranstaltung seitens verschiedener europäischer Verbände und einzelner Spieler.
Auch bei der FIDE-Schachweltmeisterschaft 2004 in Libyen waren Israelis unerwünscht. Die Schnell- und Blitzschachweltmeisterschaften wurden für die Jahre 2017 bis 2019 an Saudi-Arabien vergeben. 2017 bemühten sich mehrere israelische Spieler vergeblich um ein Visum.
Auch die in islamischen Ausrichterstaaten geltenden Bekleidungsvorschriften für Frauen geben Anlass zu Kritik und führten zu Absagen von Spielerinnen. Bei der Schachweltmeisterschaft der Frauen 2017
in Teheran wurde von den Spielerinnen eine Verschleierung auch während des Wettkampfs verlangt, was zur Absage von mehreren Großmeisterinnen führte. Bei der Schnell- und Blitzschachweltmeisterschaft 2017 in Riad wurden die Kleidungsvorschriften soweit gelockert, dass Spielerinnen während der Partien unverschleiert bleiben dürfen.
Gleichwohl verzichtete die Weltmeisterin Anna Musytschuk aus Protest auf eine Titelverteidigung.

### Regeln
Eine besonders wichtige Aufgabe der FIDE ist die Ausgestaltung einheitlicher Regeln. Neben den unmittelbaren Spielregeln, die seit Jahrhunderten unverändert sind, werden insbesondere die Turnierregeln definiert.
Nicht nur in den letzten Jahren wurden eine Reihe von Regeländerungen von Schachspielern scharf kritisiert. Die zu Beginn des Jahrtausends stark gekürzten Bedenkzeiten gehörte zu den umstrittensten Entscheidungen und konnte letztlich praktisch nicht durchgesetzt werden. Die „FIDE-Bedenkzeit“ wurde schrittweise wieder verlängert. Sie wird jedoch z. B. bei Weltmeisterschaften nicht angewandt. Ebenfalls sehr umstritten sind die Regeln, dass beim Klingeln eines Mobiltelefons oder beim unpünktlichen Erscheinen am Brett die Partie als verloren zu gelten hat.
Insbesondere die von Silvio Danailow initiierte Grand Slam Association hat in den letzten Jahren bei den zu ihr gehörenden Turnieren neue Regeln eingeführt, allen voran die Sofia-Regel und die Vergabe von drei Punkten für einen Sieg und einem Punkt für ein Remis. Die FIDE ist inzwischen von ihren strikten Vorgaben dahingehend abgerückt, dass Abweichungen von den Standardregeln z. B. bezüglich Remisvereinbarungen oder Nulltoleranz möglich sind. Auch verschiedene klassische Bedenkzeiten werden toleriert.
Im August 2023 hat der Schach-Weltverband entschieden, trans Frauen aus internationalen Frauen-Wettbewerben zu verbannen. Nur eine Untersuchung durch den FIDE-Rat könne das Verbot im Einzelfall aufheben. Der Deutsche Schachbund äußerte scharfe Kritik.

## Organisation
Der Verband finanziert sich offiziell vor allem über Beiträge der Mitgliedsverbände, Startgelder und die Vergabe von Rechten. Eine wichtige Einnahmequelle sind inzwischen aber auch die Anteile der FIDE an Preisgeldern. So standen dem Verband bei der Schachweltmeisterschaft 2010 vertraglich 600.000 Euro zu.
Die wesentlichen Entscheidungen innerhalb des Verbandes werden von der Generalversammlung, dem Präsidium und dem Vorstand getroffen. Darüber hinaus bestehen zahlreiche Fachkommissionen, z. B. für Regeln, Ethik oder Titel und Wertungszahlen. Im Rahmen des alljährlichen FIDE-Kongresses tagen verschiedene Gremien. Der Kongress findet in Olympiajahren parallel zur Schacholympiade statt, in den anderen Jahren parallel zu anderen wichtigen Veranstaltungen der FIDE.

### Hauptversammlung
Die General Assembly ist das höchste Gremium der FIDE. Jeder Mitgliedsverband hat eine Stimme in der Hauptversammlung. Dazu gehören u. a. auch Ehrenmitglieder und -präsidenten der FIDE sowie verwandte Verbände, beispielsweise der Fernschachbund ICCF. Stimmberechtigt sind aber nur die nationalen Verbände.
Bestimmte Entscheidungen innerhalb der FIDE dürfen ausschließlich durch die Generalversammlung getroffen werden. Das betrifft vor allem die Änderung der Statuten und die Wahlen, aber auch die Angelegenheiten der Regel- und Qualifikationskommission. Die Generalversammlung tagt jährlich im Rahmen des FIDE-Kongresses. Alle vier Jahre wählt die Generalversammlung u. a. den Präsidenten und dessen wichtigste Mitarbeiter.

### Vorstand
Das Executive Board, der Vorstand der FIDE, tagt mindestens einmal jährlich im Rahmen des FIDE-Kongresses. Zu diesem Gremium gehören insbesondere der Präsident und sein Stellvertreter, die Vizepräsidenten, der Generalsekretär, der Schatzmeister, die vier Präsidenten der Kontinentalverbände, die Zonenpräsidenten sowie Ehrenpräsident und -vizepräsidenten.
Der Vorstand kann nahezu alle Entscheidungen treffen, die normalerweise der Generalversammlung vorbehalten sind. Ausgenommen sind Wahlen, die Änderung von Statuten sowie Angelegenheiten der Regel- und Qualifikationskommission. Die Entscheidungen des Vorstandes werden jeweils von der nächsten Generalversammlung geprüft.

### Präsidium
Das Presidential Board, also das Präsidium, tagt mindestens einmal pro Quartal und ist somit das de facto für das aktive Geschehen verantwortliche Gremium. Mitglieder des Präsidiums sind der FIDE-Präsident und sein Stellvertreter, der Ehrenpräsident, die Vizepräsidenten, der Generalsekretär, der Schatzmeister, die Kontinentalverbandspräsidenten sowie die Weltmeister der Männer und Frauen und die Ehrenvizepräsidenten.
Am 29. September 2010 wurde Kirsan Iljumschinow (nominiert von Russland, Argentinien und Mexiko) als Präsident wiedergewählt. Dabei soll auf die Delegierten in Khanty-Mansiysk, wo gleichzeitig die Schacholympiade stattfand, Druck ausgeübt worden sein, für Iljumschinow zu stimmen. Gegenkandidat war der ehemalige Schachweltmeister Anatoli Karpow, der von seinem früheren Kontrahenten Kasparow bei seiner Kampagne unterstützt wurde. 2014 scheiterte auch der ehemalige Schachweltmeister Garri Kasparow mit seiner Kandidatur gegen Iljumschinow.

## Mitgliedsverbände und Zonen
Zur FIDE gehören die nationalen sowie internationale Schachverbände. Darüber hinaus sind Verbände angeschlossen, die sich mit besonderen Belangen des Schachs befassen:
- International Correspondence Chess Federation (ICCF) für Fernschach
- International Braille Chess Association (IBCA) für Blindenschach
- International Chess Committee of the Deaf (ICCD) für hörgeschädigte Schachspieler
- International Physically Disabled Chess Association (IPCA) für Schachspieler mit Körperbehinderung
- International Computer Games Association (ICGA) für Computerschach und andere Computerspiele

### Kontinentalverbände
Vier Kontinentalverbände repräsentieren und entwickeln Schach auf ihrem jeweiligen Kontinent und richten u. a. die Kontinentalmeisterschaften aus (Stand: jeweils Mai 2010).
1. Die European Chess Union (ECU) mit Sitz in Belgrad umfasst 54 Verbände. Präsident ist der Slowene Boris Kutin.
2. Die Confederation of Chess for America (CCA) mit Sitz in Mexiko-Stadt umfasst 35 Verbände. Präsident ist Jorge Vega aus Costa Rica.
3. Die Asian Chess Federation (ACF) mit Sitz in Al-Ain in den Vereinigten Arabischen Emiraten repräsentiert 53 Verbände aus Asien und Ozeanien. Präsident ist Scheich Sultan bin Chalifa Al Nahyan.
4. Die African Chess Union (ACU) mit Sitz in Gaborone (Botswana) hat 47 Mitglieder, von denen zwei 2010 provisorisch aufgenommen wurden. Präsident ist Dabilani Buthali (Botswana).

### Zonen und nationale Verbände
Alle Kontinente gliedern sich weiter in Zonen. Die Zusammensetzung der Zonen berücksichtigt neben regionalen Aspekten auch qualitative und quantitative sowie in einigen Fällen auch politische Gesichtspunkte. Einige Zonen sind in Subzonen gegliedert.
Die Zonenturniere sind in den meisten Regionen die erste internationale Stufe der WM-Qualifikation. Die Anzahl der Qualifikanten der Zonen wird jeweils von der FIDE festgelegt.
Jeder nationale Verband ist einer Zone zugeordnet. Um Mitglied der FIDE zu werden, muss eine Nation nicht nur Mitglied der Vereinten Nationen sein oder zumindest Beobachtungsstatus haben, sondern der Verband auch Mitglied des jeweiligen Nationalen Olympischen Komitees sein. Allerdings ist z. B. Großbritannien mit mehreren Verbänden in der FIDE vertreten.
Die Zonen und Kontinente waren 2010 wie folgt gegliedert. Die erste Ziffer steht jeweils für den Kontinent:
| Zone | Subzone | Verbände | Spieler | Großmeister |
| ---- | ------- | --- | ------- | ----------- |
| 1.1  | 1.1 a   | England, Irland, Schottland, Wales | 3.670   | 43          |
| 1.1  | 1.1 b   | Belgien, Frankreich, Niederlande | 36.167  | 72          |
| 1.1  | 1.1 c   | Italien, Portugal, Spanien | 38.582  | 45          |
| 1.2  | 1.2 a   | Deutschland, Österreich, Schweiz, Slowenien | 30.215  | 98          |
| 1.2  | 1.2 b   | Bosnien und Herzegowina, Israel, Kroatien, Mazedonien | 6.005   | 81          |
| 1.3  |         | Dänemark, Finnland, Island, Norwegen, Schweden | 9.322   | 53          |
| 1.4  |         | Bulgarien, Polen, Rumänien, Slowakei, Tschechien, Ungarn | 30.403  | 168         |
| 1.5  | 1.5 a   | Albanien, Griechenland, Montenegro, Serbien, Türkei | 20.585  | 75          |
| 1.5  | 1.5 b   | Armenien, Georgien | 1.823   | 56          |
| 1.6  |         | Russland | 19.642  | 197         |
| 1.7  |         | Estland, Lettland, Litauen | 1.550   | 21          |
| 1.8  |         | Aserbaidschan, Moldawien, Belarus | 1.969   | 41          |
| 1.9  |         | Ukraine | 3.439   | 76          |
| 1.10 |         | Andorra, Färöer, Guernsey, Jersey, Liechtenstein, Luxemburg, Malta, Monaco, San Marino, Zypern                                                                                   | 696     | 3           |
| 2.1  |         | USA | 7.006   | 68          |
| 2.2  |         | Kanada | 1.581   | 8           |
| 2.3  |         | Guyana | 6       | 0           |
| 2.3  | 2.3.a   | Amerikanische Jungferninseln, Bahamas, Barbados, Bermuda, Britische Jungferninseln, Dominikanische Republik, Haiti, Jamaika, Kuba, Puerto Rico                                   | 3.213   | 19          |
| 2.3  | 2.3.b   | Kolumbien, Ecuador, Niederländische Antillen, Surinam, Trinidad und Tobago | 5.207   | 5           |
| 2.3  | 2.3.c   | Aruba, Belize, Costa Rica, El Salvador, Guatemala, Honduras, Mexiko, Nicaragua, Panama, Venezuela                                                                                | 3.515   | 6           |
| 2.4  |         | Bolivien, Brasilien und Peru | 6.630   | 17          |
| 2.5  |         | Argentinien, Chile, Paraguay, Uruguay | 6.015   | 25          |
| 3.1  |         | Palästina, Syrien, Vereinigte Arabische Emirate | 8.814   | 11          |
| 3.2  |         | Bangladesch, Bhutan, Malediven, Nepal, Pakistan, Sri Lanka | 3.977   | 5           |
| 3.3  |         | Brunei, Hongkong, Indonesien, Japan, Kambodscha, Laos, Macao, Malaysia, Mongolei, Myanmar, Philippinen, Singapur, Südkorea, Taiwan, Thailand, Vietnam                            | 5.459   | 31          |
| 3.4  |         | Afghanistan, Kasachstan, Kirgisistan, Tadschikistan, Turkmenistan, Usbekistan | 1.870   | 32          |
| 3.5  |         | VR China | 857     | 27          |
| 3.6  |         | Australien, Fidschi, Neuseeland, Palau, Papua-Neuguinea, Salomonen | 2.038   | 5           |
| 3.7  |         | Indien | 19.430  | 24          |
| 4.1  |         | Algerien, Libyen, Mali, Marokko, Mauretanien, Tunesien, Senegal | 987     | 3           |
| 4.2  |         | Ägypten, Äthiopien, Elfenbeinküste, Gabun, Ghana, Kamerun, Kenia, Nigeria, São Tomé und Príncipe, Seychellen, Sierra Leone, Somalia, Sudan, Uganda, Zentralafrikanische Republik | 1.932   | 3           |
| 4.3  |         | Angola, Botswana, Burundi, Demokratische Republik Kongo, Madagaskar, Malawi, Mauritius, Mosambik, Namibia, Ruanda, Sambia, Simbabwe, Südafrika                                   | 1.293   | 1           |

Die deutschsprachigen Verbände in der FIDE sind der Deutsche Schachbund, der Schweizerische Schachbund, der Österreichische Schachbund und der Liechtensteiner Schachverband.
Der bulgarische Schachverband wurde im Oktober 2017 für eine unbestimmte Dauer ausgeschlossen; die Spieler des bulgarischen Verbandes wurden automatisch der FIDE als Verband zugeordnet.

## Ehrungen – Preisträger derMedal of Merit

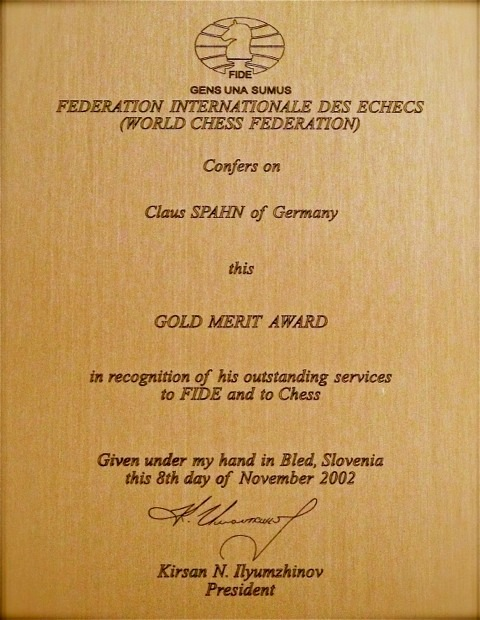
Gold Merit Award 2002 für Claus Spahn

Die folgenden Personen wurden mit der Medal of Merit der FIDE ausgezeichnet:
- 1972 Margarete Grzeskowiak, Patricia Anne Sunnucks, R. Lhoste, Felix Fernandez Heras
- 1973 Jean Bricola
- 1974 Theo Niemeyer, Johan Zwanepol
- 1982 Alfred Kinzel
- 1983 John Collins, Mohammad H. Hasan
- 1994 Andrey Makarov, Ibrahim Al-Bannai
- 2002 Claus Spahn